# Division 2 1965/66
Die Division 2 1965/66 war die 27. Austragung der zweithöchsten französischen Fußballliga.
Erster Spieltag war der 22. August 1965, letzter der 12. Juni 1966. Zwischen Mitte Dezember und Anfang Januar gab es eine Winterpause. Zweitligameister wurde Stade Reims.

## Vereine
Teilnahmeberechtigt waren die 13 Vereine, die nach der vorangegangenen Spielzeit weder in die erste Division aufgestiegen waren noch ihre Lizenz – freiwillig oder gezwungen – abgegeben hatten; dazu kamen ein Erstligaabsteiger sowie fünf Klubs, die zu dieser Spielzeit eine neue Profilizenz erhielten.
Somit spielten in dieser Saison folgende 19 Mannschaften um die Meisterschaft der Division 2:
- eine Mannschaft aus dem äußersten Norden (US Boulogne),
- zwei aus Paris beziehungsweise der Champagne (Racing Paris, Stade Reims),
- drei aus dem Nordosten (US Forbach, FC Metz, Racing Club Franc-Comtois Besançon),
- drei aus dem Westen (AS Cherbourg, FC Limoges, Neuling AS Angoulême),
- acht aus dem Süden (FC Grenoble, AS Béziers, SO Montpellier, die Neulinge Olympique Avignon und US Marignane, Olympique Marseille, AS Aix, Absteiger SC Toulon),
- zwei aus Korsika (die Neulinge AC Ajaccio und SEC Bastia).

Einen direkten Auf- und Abstieg in Abhängigkeit vom sportlich erzielten Ergebnis gab es lediglich zwischen erster und zweiter Profi-Division; nach dem Zweiten Weltkrieg war über einige Jahre ein Abstieg in die dritthöchste Spielklasse eingeführt worden, der allerdings inzwischen nicht mehr in Kraft war. Ein Zweitdivisionär konnte also alleine in dem Fall absteigen, dass er seine Lizenz abgab oder sie ihm entzogen wurde. Bisherige Amateurmannschaften hingegen konnten auch weiterhin nur dann zur folgenden Saison in die Division 2 aufsteigen, wenn sie vom zuständigen Verband FFF die Genehmigung erhielten, professionellen Status anzunehmen.
Auch in dieser Saison gab es eine Relegation zwischen den am schlechtesten platzierten Erstligisten, die nicht direkt abstiegen, und den besten, nicht direkt aufstiegsberechtigten Zweitligisten.

## Saisonverlauf
Jede Mannschaft trug gegen jeden Gruppengegner ein Hin- und ein Rückspiel aus, einmal vor eigenem Publikum und einmal auswärts. Es galt die Zwei-Punkte-Regel; bei Punktgleichheit gab die Tordifferenz den Ausschlag für die Platzierung. In Frankreich wird bei der Angabe des Punktverhältnisses ausschließlich die Zahl der Pluspunkte genannt; hier geschieht dies in der in Deutschland zu Zeiten der 2-Punkte-Regel üblichen Notation.
Die Aufstiegsfragen blieben nahezu bis zum letzten Spieltag offen, ehe mit Reims und Marseille die beiden Direktaufsteiger feststanden. Und für die Relegationsplätze kamen vor der 36. Runde noch ein halbes Dutzend Kandidaten in Frage, ehe sich Limoges – wie schon in der Vorsaison – und Profineuling Bastia dafür qualifizierten. Reims’ Saisonauftakt hatte nicht vermuten lassen, dass das ehemalige „Flaggschiff“ des französischen Fußballs ganz oben mitspielen könnte, auch wenn die junge Elf von Trainer Jonquet rund um den unverwüstlichen Raymond Kopa sich mit einigen routinierteren Kräften wie Antoine Grochulski, im Vorjahr Ligatorschützenkönig, verstärkt hatte. Der Knoten platzte erst Mitte November, als die Rot-Weißen gegen Marignane in der zweiten Halbzeit aus einem 0:0 noch ein 8:0 machten und sich in der Folge nur noch wenige Ausrutscher erlaubten. Marseille hingegen, wo Trainer Zatelli ebenfalls eine neue Mannschaft hatte aufbauen müssen, reihte sich nahezu von Beginn an an der Tabellenspitze ein und ließ schließlich nur Reims an sich vorbeiziehen, gegen das Olympique in den direkten Aufeinandertreffen immerhin drei Punkte (2:1 und 2:2) geholt hatte.
Im „Tabellenkeller“ fand sich eine heterogene Mischung aus seit Jahren schwach abschneidenden Mannschaften wie Aix und Forbach, einem „großen Namen“ (Racing Paris) und zwei Neoprofiteams (Ajaccio und Schlusslicht Marignane) wieder.
In den 342 Begegnungen wurden 988 Treffer erzielt; das entspricht einem Mittelwert von 2,9 Toren je Spiel. Die Torjägerkrone gewann Pierre Ferrazzi aus Grenoble mit 30 Treffern. Nach Saisonende gaben Forbach und, nach nur einem Jahr, Marignane ihren Profistatus auf; Racing Paris ging mit dem Erstligisten UA Sedan-Torcy unter dem Namen Racing Paris-Sedan eine Fusion ein. Zur folgenden Spielzeit kamen mit der AS Cannes und Red Star Olympique zwei Absteiger aus der Division 1 hinzu. Außerdem erteilte der Fußballverband den Amateurklubs EAC Chaumont und US Dunkerque eine neue Profilizenz, so dass die zweite Division dann mit 18 Teilnehmern ausgetragen werden sollte.

## Abschlusstabelle
| Pl. | Verein                | Sp. | S  | U  | N  | Tore    | Diff. | Punkte |
| --- | --------------------- | --- | -- | -- | -- | ------- | ----- | ------ |
| 1.  | Stade Reims           | 36  | 22 | 6  | 8  | 076:380 | +38   | 50:22  |
| 2.  | Olympique Marseille   | 36  | 20 | 8  | 8  | 058:310 | +27   | 48:24  |
| 3.  | FC Limoges            | 36  | 18 | 10 | 8  | 050:270 | +23   | 46:26  |
| 4.  | SEC Bastia (N)        | 36  | 18 | 9  | 9  | 060:460 | +14   | 45:27  |
| 5.  | SC Toulon (A)         | 36  | 17 | 10 | 9  | 056:380 | +18   | 44:28  |
| 6.  | Olympique Avignon (N) | 36  | 17 | 9  | 10 | 068:420 | +26   | 43:29  |
| 7.  | AS Béziers            | 36  | 19 | 5  | 12 | 059:420 | +17   | 43:29  |
| 8.  | FC Metz               | 36  | 15 | 12 | 9  | 054:500 | +4    | 42:30  |
| 9.  | US Boulogne           | 36  | 15 | 10 | 11 | 060:560 | +4    | 40:32  |
| 10. | FC Grenoble           | 36  | 16 | 7  | 13 | 062:580 | +4    | 39:33  |
| 11. | AS Cherbourg          | 36  | 12 | 11 | 13 | 039:500 | −11   | 35:37  |
| 12. | AS Angoulême (N)      | 36  | 11 | 10 | 15 | 048:420 | +6    | 32:40  |
| 13. | SO Montpellier        | 36  | 12 | 6  | 18 | 046:600 | −14   | 30:42  |
| 14. | Racing FC Besançon    | 36  | 9  | 11 | 16 | 047:720 | −25   | 29:43  |
| 15. | AC Ajaccio (N)        | 36  | 8  | 11 | 17 | 045:640 | −19   | 27:45  |
| 16. | US Forbach            | 36  | 8  | 9  | 19 | 043:670 | −24   | 25:47  |
| 17. | Racing Paris 1        | 36  | 9  | 6  | 21 | 046:700 | −24   | 24:48  |
| 18. | AS Aix                | 36  | 6  | 11 | 19 | 039:620 | −23   | 23:49  |
| 19. | US Marignane (N)      | 36  | 7  | 5  | 24 | 032:730 | −41   | 19:53  |

Platzierungskriterien: 1. Punkte – 2. Tordifferenz – 3. geschossene Tore

| (A) | Absteiger aus der Division 1 1964/65 |
| (N) | Neuaufsteiger                        |

## Relegationsrunde
Die Zweitdivisionäre trugen je zwei Barrages gegen die beiden Teilnehmer aus der ersten Division aus; Begegnungen zwischen Mannschaften aus der gleichen Liga gab es also nicht. Die beiden bestplatzierten Teams spielten in der folgenden Saison in der Division 1.
| Pl. | Verein               | Sp. | S | U | N | Tore    | Diff. | Punkte |
| --- | -------------------- | --- | - | - | - | ------- | ----- | ------ |
| 1.  | OSC Lille (D1)       | 4   | 3 | 0 | 1 | 005:200 | +3    | 06:20  |
| 2.  | Olympique Nîmes (D1) | 4   | 2 | 1 | 1 | 010:500 | +5    | 05:30  |
| 3.  | SEC Bastia (D2)      | 4   | 2 | 0 | 2 | 007:400 | +3    | 04:40  |
| 4.  | FC Limoges (D2)      | 4   | 0 | 1 | 3 | 000:110 | −11   | 01:70  |

|                 | LIL | NÎM | BAS | LIM |
| OSC Lille       |     | –   | 1:0 | 1:0 |
| Olympique Nîmes | –   |     | 3:2 | 7:0 |
| SEC Bastia      | 2:0 | 3:0 |     | –   |
| FC Limoges      | 0:3 | 0:0 | –   |     |